# Decorado
Decorado en las artes escénicas y del espectáculo (más allá de la decoración relativa a la arquitectura o el interiorismo), abarca los aspectos físicos de la obra escénica (sea teatral, operística, en la danza o en el cine), que conforman junto con la iluminación y los efectos de sonido, el trabajo de ambientación de las escenas. Lo constituye el conjunto de muebles, telones pintados y distintos tipos de accesorios de la tramoya, y en su caso, la parte de los efectos especiales que implican su desplazamiento o alteración. Cuando estos son muy espectaculares, pueden alcanzar o incluso superar en protagonismo al texto o la acción.

## Decorados escenográficos
Algunos artistas de gran importancia han trabajado en decorados escenográficos, comenzando en el Renacimiento italiano: Leonardo da Vinci en la corte de Ludovico Sforza de Milán; Palladio, que construyó el Teatro Olímpico de Vicenza, etc. El teatro barroco se caracterizó por la enorme importancia que se daba a los decorados (a veces simultáneos), a la arquitectura efímera, que convertía partes enteras de la ciudad en un escenario teatral (véase Pintura barroca española) y a la organización de todo tipo de fiesta]s, incluidos los banquetes (François Vatel). En el siglo XX, pintores como Picasso o Matisse trabajaron para los ballets rusos de Sergéi Diágilev. Salvador Dalí también hizo escenografías teatrales (Mariana Pineda, El sombrero de tres picos) y para el cine (Spellbound, de Alfred Hitchcock).

## Decorados cinematográficos
En el momento de la lectura del guion, el argumento sugiere imágenes y escenas. Algunas veces, el guion describe claramente el tipo de decorados y localizaciones que se necesitarán. Así, se puede llegar incluso a especificar localizaciones concretas y fáciles de encontrar. El guion puede describir también los personajes con bastante exactitud. Es tarea del decorador o director artístico subrayar determinados rasgos de los personajes para hacerlos más creíbles. Durante la primera lectura del guion, comienza una interpretación visual de lo que serán los bocetos definitivos. En el transcurso de esta primera lectura se sitúa ya a los personajes en su contexto.
Como primera función, es indispensable realizar una serie de bocetos sobre plano o una planta de cámara para definir las necesidades del guion de acuerdo con el productor. Estos bocetos, una vez aprobados, deben dibujarse a escala contemplando no solo las medidas, sino también el tipo de materiales que se emplearán (maderas, pinturas, moldes, etc.) con el fin de acercarse lo máximo posible para la realización del presupuesto.
Es importante detallar previamente sobre plano la implantación del decorado en el plató o en el espacio del escenario. A partir de aquí se dibujará una planta en el suelo sobre la que se levantará una estructura de bastidores. Se construirán las paredes, tejados, puertas y ventanas y se terminarán con un criterio de consecución del máximo ahorro posible. No será preciso acabar aquellas partes del decorado que no vayan a aparecer en pantalla como, por ejemplo, los techos, que a su vez permitirán la accesibilidad de focos, material eléctrico y pértigas de sonido. En algunas ocasiones, se emplearán fondos pintados que simulan un paisaje o una calle, fondos lisos de diferentes colores (adecuados para llaves de croma) o neutros, ampliaciones fotográficas o proyecciones. El uso de cicloramas colgados al fondo del escenario, convenientemente iluminados, es un recurso muy empleado en la decoración de escenarios.
Una vez construido el decorado se procede a una de las labores más importantes para transmitir veracidad, hablamos de la ambientación. El equipo de arte, junto a dirección y fotografía deben marcar los acabados necesarios que, sin duda, trasladarán al espectador a la historia que está siendo narrada. Así, se imitarán todo tipo de acabados sobre materiales efímeros, así un simple tablero de fibras de madera, tras su tratamiento, parecerá una pared de piedra envejecida por el paso del tiempo. La labor de ambientación es todo un arte.